# Afroestricus vorax
Afroestricus vorax är en tvåvingeart som beskrevs av Scarbrough 2005. Afroestricus vorax ingår i släktet Afroestricus och familjen rovflugor. Inga underarter finns listade i Catalogue of Life.